# FIA GT錦標賽

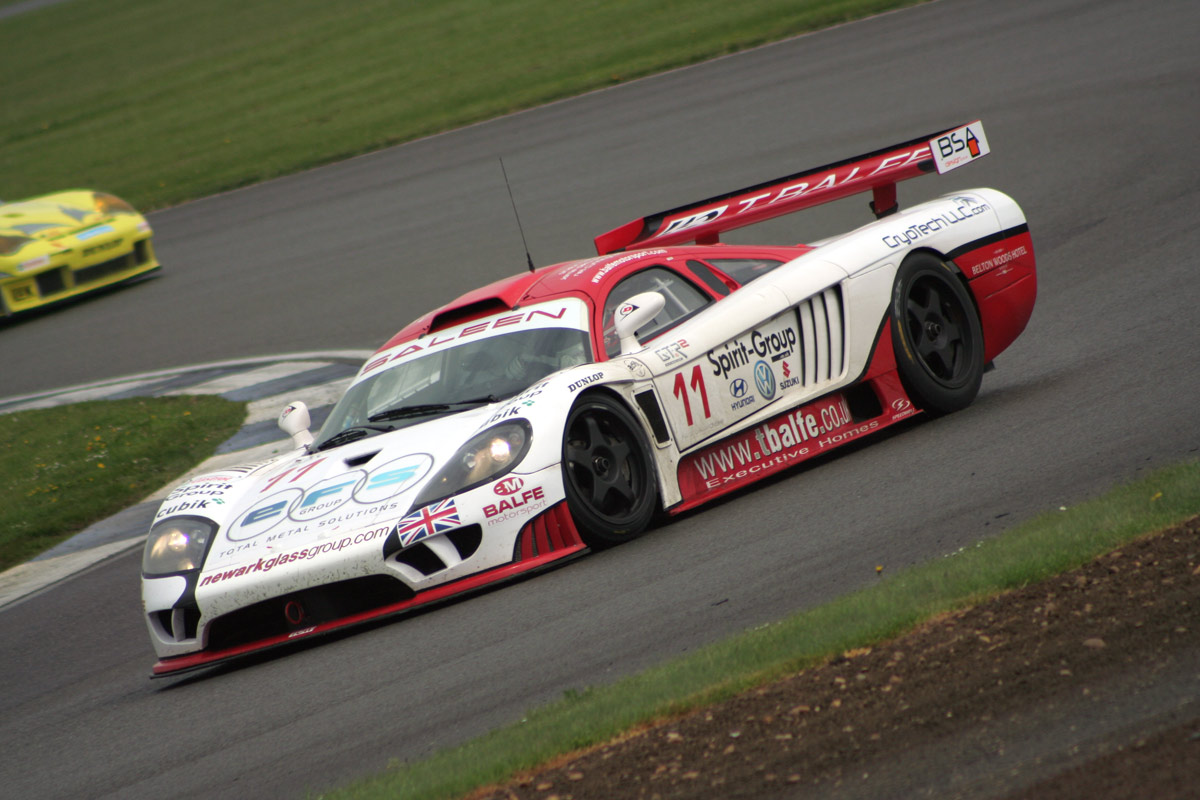
一輛GT1等級的Saleen S7 GT1 R賽車，攝於2006年5月7日於英國銀石賽道舉行的FIA GT錦標賽分站中。

國際汽車聯合會GT錦標賽（FIA GT Championship）是一個曾經在1997年至2009年間舉辦、由量產的豪華旅行車超跑進行改裝後所參與的系列賽事，由史蒂芬·拉特爾組織（Stéphane Ratel Organisation, SRO）所經營並由国际汽车联合会（Fédération Internationale de l'Automobile，FIA）監督。这一赛事主要在欧洲举行，但偶爾也有在亞洲或南美洲舉行的賽站。
FIA GT錦標賽的前身是在1994年至1996年間所舉行的BPR全球GT系列賽（BPR Global GT Series），是一個為了接續1992年時停辦的世界跑車錦標賽（World Sportscar Championship, WSC）而創立的耐久賽事。FIA GT錦標賽在2010年時經過改制之後，成為FIA GT1世界錦標賽（FIA GT1 World Championship），之後又在2013年時改制成FIA GT系列賽（FIA GT Series）。
欲參與FIA GT錦標賽的參賽車輛必須是量產數量超過25輛的合法道路用雙門雙座跑車（所謂合法，是指能通過至少一個國家的道路監理法規、實際掛牌上路的車輛），按照車輛改裝幅度的不同與引擎的排氣量，可分為GT1與GT2兩個等級，前者允許較大幅度的硬體變動。除了上述兩個等級外，自2006年起SRO也開始舉辦供GT3等級車輛參與的FIA GT3歐洲錦標賽（FIA GT3 European Championship），作為輔助賽事與部分FIA GT錦標賽的賽站合併舉辦。

## 外部連結
- FIA GT錦標賽官方網站（FIA GT系列賽存檔）（英文）